# Meister von Seeon

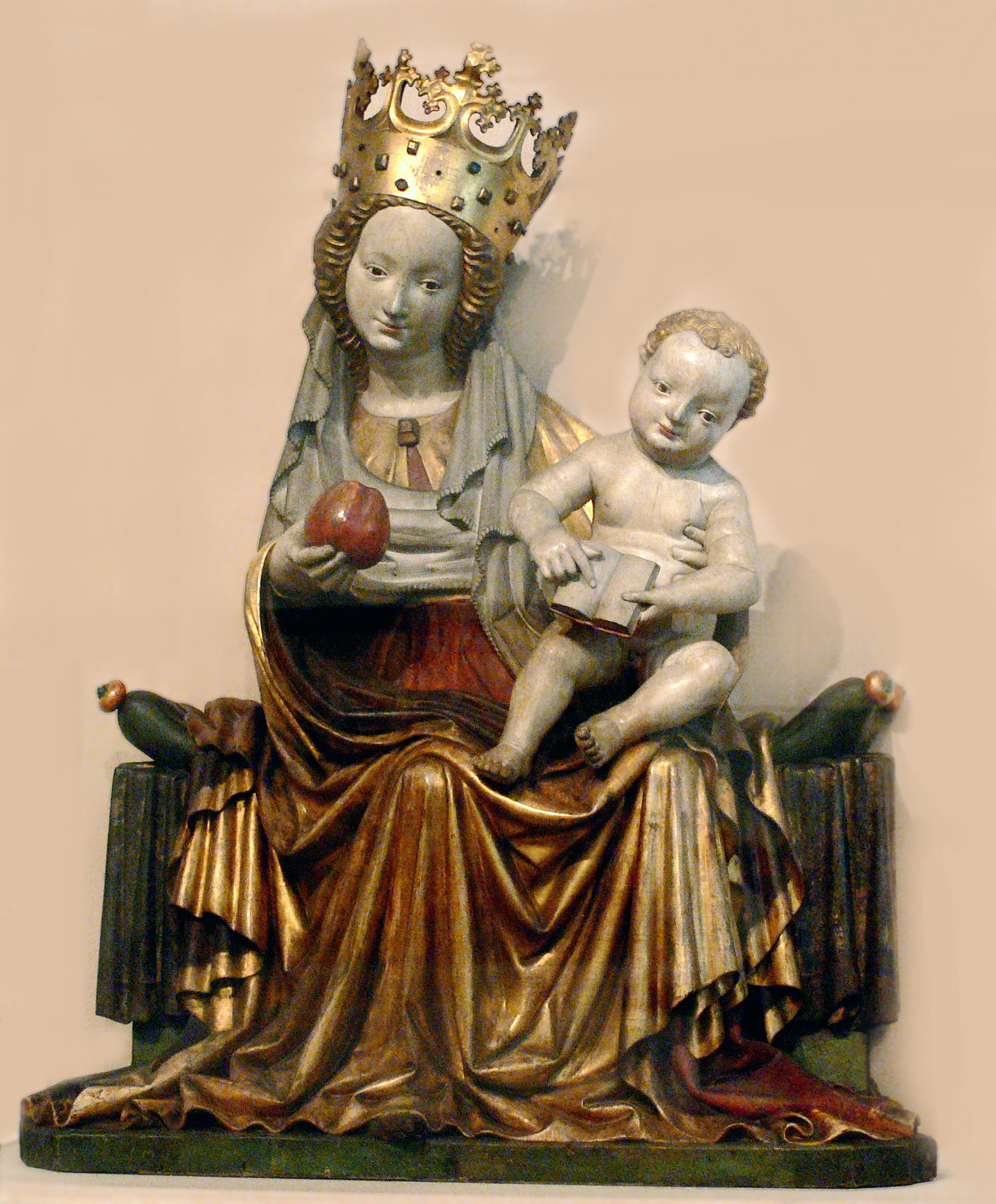
Seeoner Muttergottes (Bayerisches Nationalmuseum München, Inv. Nr. MA 1126)

Meister von Seeon ist der Notname für einen berühmten, namentlich nicht bekannten Bildhauer des 15. Jahrhunderts.
Der Künstler arbeitete im Stil der Spätgotik, seine Werkstatt wird in Mühldorf am Inn vermutet. Er wirkte im süddeutschen und österreichischen Raum. Die namensgebende Figur der um 1433 geschaffenen Maria mit dem Kind aus der Pfarr- und Klosterkirche St. Lambert in  Seeon („Seeoner Muttergottes“) ist seit 1855 im Bayerischen Nationalmuseum in München untergebracht, eine Kopie steht seit 1947 wieder in der Pfarrkirche Seeon.
Der „Meister von Seeon“ schuf neben zahlreichen Marien- und Jesuskinddarstellungen lediglich eine bis heute erhaltene männliche Figur, die des heiligen Petrus mit der Dreikrone, welche den nach dem Brand der Klosterkirche St. Peter und Paul in Altenhohenau im Jahre 1389 neu geschaffenen Altar links oben zierte.
Das sogenannte Kolumba-Jesulein, eine gotische Schnitzfigur aus dem frühen 15. Jahrhundert, das in der Altenhohenauer Klosterkirche aufbewahrt wird, wird dem Meister von Seeon zugeschrieben.